# Válcovny ocelových trub Chomutov
Válcovny trub Chomutov jsou průmyslový podnik v České republice, specializuje na výrobu ocelových trubek a válcovaných produktů.

## Vznik
Roku 1870 vznikla v Chomutově Krušnohorská železářská a ocelářská společnost. Podniku se z počátku dařilo. Roku 1872 získal ve Vídni čestné uznání. Vyráběly se zde koleje, kovové mříže nebo vrata a mnoho dalšího. Ovšem první krize přišla se špatným zásobováním uhlí a železné rudy a ještě větší ránou byl bankovní krach na Vídeňské burze v roce 1873.[zdroj?] Podnik se snažil udržet a zaměstnat co nejvíce lidí. Ovšem i přes snahu o oživení výroby musel podnik kvůli malému odbytu skončit. Závod dlouhá léta chátral. Velká Změna přišla roku 1887 s příchodem německé firmy Mannesmann. Ta změnila závod na výrobu trubek. Válcovny trub byly oficiálně založeny roku 1890 bratry Mannesmanny, kteří v témže roce jako první na světě vyrobili první bezešvou ocelovou trubku. Zpočátku se podnik zaměřoval na válcování kovů, po první světové válce se však přeorientoval na výrobu ocelových trubek. Podnik měl ideální podmínky, zejména díky blízkosti uhelných ložisek a železné rudy.

## Historie

#### 1918–1939
V meziválečném období patřil závod k moderním hnutím. Trubky, které byly produkovány splňovaly požadavky rychle se rozvíjejících odvětví jako energetika či chemický průmysl. Ve 30. letech přišla ekonomická krize, závod se však díky exportu udržel v provozu.

#### 1939–1945
Za druhé světové války byly Válcovny trub začleněny do válečného průmyslu. Výroba byla zaměřena na zbraně a další válečný materiál pro německou armádu. S příchodem války však také nastal problém ohledně nedostatku pracovních sil. Mladí muži byli povoláváni na vojnu. Z počátku to nebylo nijak znatelné, brzy se však začalo odvádět čím dál více dělníků až jejich počet v roce 1943 dosáhl téměř 900 lidí. Vzhledem k tomu, že do války byli povoláni většinou kvalifikovaní dělníci průmyslových podniků z celých Sudet, jen těžko se nahrazovali někým jiným. Začaly platit právní předpisy o pracovní době žen a mladistvých. V průběhu války byla pracovní doba stále prodlužována. V letech 1943–1944 odpracoval každý dělník v průměru až 280 hodin měsíčně. Do konce roku 1942 byli do chomutovských válcoven nasazováni převážně dělníci německého původu z méně důležitých podniků. Pracovní nasazení v podniku v této době nebyla dobrá a podobně to bylo i s kvalitou výrobků. Příčinou byl nedostatek kvalifikovaných a zručných dělníků, jež by dokázali zvládnout složitou práci. Po válce byl podnik také zčásti poškozen, ale opět rychle obnoven.

#### 1948–1989
V období socialismu byl podnik zestátněn a následně začleněn do národního hospodářství. Válcovny se staly součástí státního koncernu Hutní závody. Ten zahrnoval další významné podniky v ocelářství. V podniku byla provedena rozsáhlá modernizace. Byly zavedeny nové pece a válcovací technologie, což, mělo za následek zvýšení kapacit a produkce. Výroba se opět zaměřovala na bezešvé ocelové trubky a další výrobky s vysokou kvalitou. V roce 1958 se podnik spojil s železárnami pod názvem VTŽ Chomutov. V 60.–70. letech byla zahájena výroba specializovaných trubek pro jadernou energetiku, ropovody a plynovody. Export směřoval do zemí RVHP, SSSR, NDR, do Polska a na Blízký východ. V 80. letech 20. století zažily válcovny svůj vrchol výroby. Závod zaměstnával tisíce lidí a stal se jedním z největších zaměstnavatelů v regionu.

#### 1990–2000
Po sametové revoluci v roce 1989 byly válcovny privatizovány. Na počátku 90. let prošel podnik restrukturalizací, během níž byly zavedeny nové výrobní procesy a komunikace se západními trhy. Zároveň se snížila závislost na tradičních trzích zemí bývalého východního bloku. Podnik se několik let potýkal s finančními problémy, ale díky své kvalitě se udržel. V roce 1994 se rozdělil na tři společnosti: Sandvik (Švédsko), Mannesmann (Německo) a Dioss (Česko).

## Současnost
V roce 2003 se závod stal součástí Z-Group Steel Holding Zdeňka Zemka. Byly zavedeny nové linky na výrobu bezešvých trubek a také válcovací stolice. V dnešní době podnik dodává trubky pro špičkové průmyslové projekty. Dnes patří Válcovny trub mezi nejstarší výrobce ocelových trubek v regionu s více než 130letou tradicí. Závod byl a stále je jedním z klíčových zaměstnavatelů v Chomutově a přispěl tak k rozvoji infrastruktury města. Díky své kvalitě a tradici se podnik řadí mezi přední výrobce ocelových trubek v Evropě.